# Fay Weldon

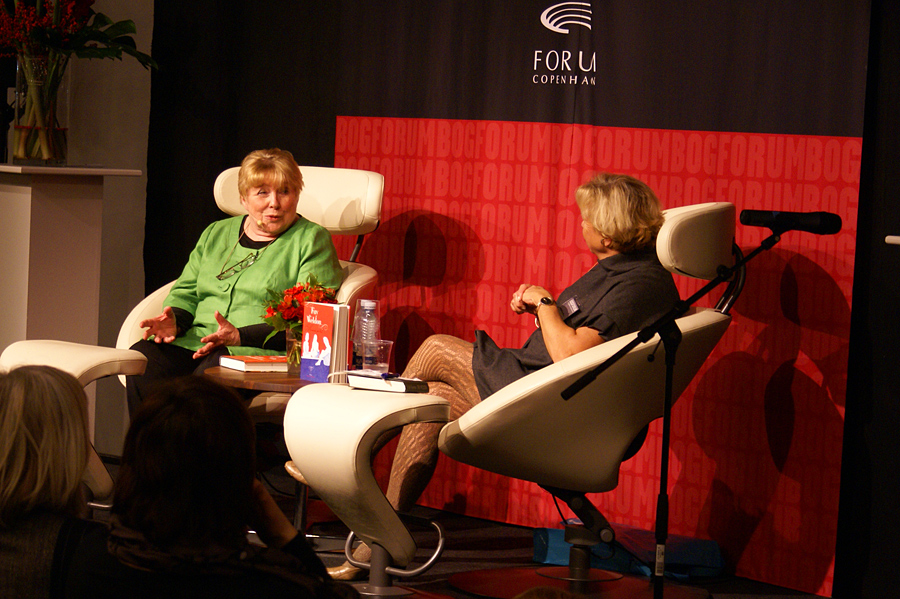
Fay Weldon

Fay Weldon (ur. 22 września 1931 w Birmingham, zm. 4 stycznia 2023 w Northampton) – brytyjska powieściopisarka, feministka.
Wydała ponad 20 powieści, z których najbardziej znane to: Puffball (1980), The Life and Loves of a She-Devil (1983; po polsku Diablica) i The Bulgari Connection (2001).